# 善都
株式会社善都（ぜんと、英: ZENT corporation）は、愛知県豊田市に本社を置くパチンコホールのチェーン事業を行う企業。

## 概要
1971年11月に創業、1987年2月に法人化。長らく愛知県内のみで店舗を展開していたが、2007年から岐阜県にも出店している。
元々は「Apan777（エーパンスリーセブン）」の店舗名だったが、後に「ZENT（ゼント）」での出店を開始。2001年に店舗名を「ZENT」に統一。
北関東で同名のパチンコホールを展開している平成興業（1989年2月設立）と資本関係はない。なお「ZENT」の商標は善都が保有している。
2019年2月、豊岡商事の3店舗（マルマン下市場店、マルマン若林店、マルマン田中店）の事業を継承。
2021年12月、ガイアの「メガガイア刈谷店」の事業を継承。

## 店舗
愛知県
- 豊田本店
- 小坂店
- 梅坪店
- 大清水店
- 下市場店
- 若林店
- 上地店
- 岡崎インター店
- 豊橋藤沢店
- 猪高店
- 名古屋北店
- 長久手店
- 和合ヶ丘店
- 住吉店
- 刈谷店
- 稲沢店
- 木曽川店
- 扶桑店

岐阜県
- 坂祝店
- 可児店
- 多治見店
- 市ノ坪店
- 各務原店

## イメージキャラクター
- ビートたけし（2016年4月 - 2021年6月）
- 青山テルマ（2021年7月 - ）
- 石田重廣・保科有里（夢グループ、2024年8月 - [4]）

## モータースポーツ

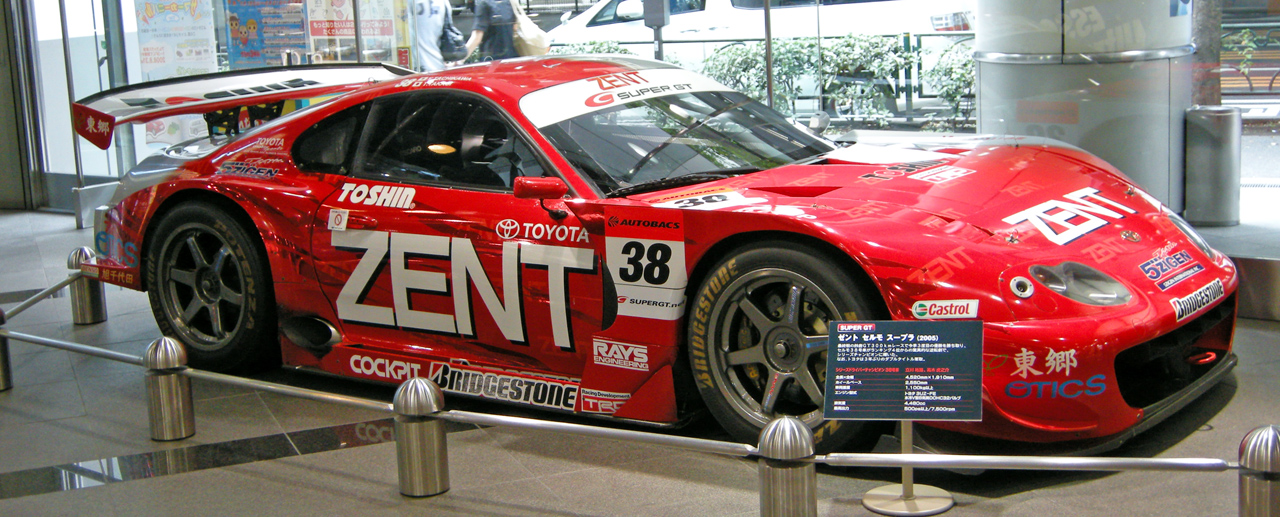
2005年にダブルタイトルを獲得したゼントセルモスープラ

モータースポーツへの支援に積極的な企業としても知られている。
1991年のシーズン終盤にF1ドライバーのベルトラン・ガショーのパーソナルスポンサーとなったのが始まりである。その年の最終戦にガショーがラルースチームからスポット参戦したのに伴い、チームのスポンサーにもなった。以降ラルースを皮切りに同じくF1のティレルやル・マン24時間レースに参戦したトヨタ・チーム・ヨーロッパ、JTCCのトムスなどのスポンサーを務めた。
2005年から2023年までSUPER GT・GT500クラスに参戦するセルモのメインスポンサーをつとめ、2024年からはセルモのメインスポンサーを降り、セルモとトムスのサブスポンサーとなっている。この他に、2010年と2011年はGT300クラスのTEAM SAMURAI、2012年と2013年はGT300クラスの一ツ山レーシングのスポンサーとなり、善都の専務である都筑晶裕が両チームでレギュラードライバーを務め、社長の都筑善雄が両チームで1戦ずつスポット参戦している。
2012年よりル・マン24時間レース及びFIA 世界耐久選手権に参戦するトヨタ・レーシング（現 トヨタ・ガズー・レーシング・ヨーロッパ）のスポンサーも務めている。

## レースクイーン「ZENT sweeties」
全日本GT選手権時代には山田美穂（2002年 - 2003年）、永野さおり（2002年）、諸岡愛美（2003年）、加藤晶子（2004年）がZENTのレースクイーンを務めていたが、SUPER GTになった2005年以降は毎年4 - 6名の体制となり、そのユニット名として「ZENT sweeties（ゼントスイーティーズ）」という名称が付けられている。
SUPER GTイメージガールやA-class同様、プラチナムプロダクション所属者の選出が多かったが、2016年の小林レイミから2022年に黒木麗奈とナタリア聖奈が起用されるまで6年間途絶えていた。また2年以上選ばれる人も多いのが特徴で、遠野千夏と松田蘭は歴代最長の4年連続で起用されている。
「ZENT sweeties」のプロデュースは、ZENTの経営者一族の会社であるティースタイル株式会社（メンバーズクラブ運営、労働者派遣、カフェ運営などの事業をしている）が行っており、関連会社のティースタイルマネージメント所属者の起用が近年目立ってきている。
上述の通り2024年より善都はセルモのサブスポンサーに移行する他、TGR TEAM au TOM'Sでもサブスポンサーとして参加するが、ZENT sweeties自体は存続する。
| 年度   | メンバー                                                              | 備考 |
| ------ | --------------------------------------------------------------------- | --- |
| 2005年 | 片瀬まひろ・山崎みどり 長谷川優子・寺本祐香里 秋山まい・則島奈々美    | |
| 2006年 | 片瀬まひろ・山崎みどり 古谷香織・村岡沙耶香 志摩夕里加                | |
| 2007年 | 山崎みどり・村岡沙耶香 大矢真夕・古澤恵 山内智恵・森田香央里          | |
| 2008年 | 森田香央里・大矢真夕 古崎瞳・飯田順子                                 | この年までTOYOTA TEAM CERUMO。 |
| 2009年 | 大矢真夕・飯田順子 遠野千夏・南香織                                   | この年からLEXUS TEAM ZENT CERUMOに改称。 |
| 2010年 | 遠野千夏・天野由加里 木村好珠・佐竹茉里奈 花井瑠美・成島桃香          | 平成生まれのメンバー（佐竹・木村）が選ばれた初めての年。 木村は同年に日テレジェニックに選ばれている。 |
| 2011年 | 山崎麻衣・鳥飼ゆかり 前田真麻・片瀬友梨耶 花井瑠美・角田香澄 遠野千夏 | 当初は続投者なしの4人編成として発表されたが、その後角田と花井が加入。 さらに同年7月には前年限りで卒業していた遠野が復帰し 過去最多の7人編成となった。 鳥飼は所属事務所の方針により、チーム主催の撮影会は水着NGで行っていた。 |
| 2012年 | 遠野千夏・前田真麻 橋本雪乃・久保エイミー 岡咲翔子・柏木美里          | 当初は5人編成として発表されたが、後に柏木が追加され6人に増員。 この年ミスFLASHのグランプリにも選ばれた遠野は歴代最長の4年連続参加となった。                                                                                  |
| 2013年 | 水谷望愛・千葉悠凪 加藤桃子・おのののか 松川愛・神谷まりな            | おのは2014年度のA-classメンバーを務めた後、多方面で活躍。 |
| 2014年 | 千葉悠凪・吉浦遥 有馬綾香・小嶋千尋                                   | メンバー全員が1980年代生まれとなったのはこの年が最後である。 |
| 2015年 | 有馬綾香・神谷まりな 早瀬あや・太田麻美                               | 有馬が2年連続、神谷が2年ぶりに復帰した一方、 9年連続で起用されていたプラチナムプロダクションが落選。 代わりにワイエムエヌ所属の太田がレースクイーンデビューとなった。 有馬は昭和生まれ最後のsweetiesメンバーである。         |
| 2016年 | 早瀬あや・田中梨乃 岩瀬香奈・犬塚志乃 山口真季・小林レイミ            | 当初は5人でのお披露目だったが、 その後プラチナム所属の小林が追加された結果、 初めてメンバー全員が平成生まれ&1990年代生まれとなった。                                                                                         |
| 2017年 | 藤木由貴・丸山帆成美 佐藤衣里子・朝倉恵理子 川上恵里佳                | 最初は4人がヒントで発表されていたが、 メンバー発表会当日に新人の川上が追加されて11年ぶりの5人体制となった。 |
| 2018年 | 藤木由貴・川村那月 チャナナ沙梨奈・大柳麻友                           | 3年ぶりの4人編成。 川村は決定直後に芸名を「川村直央」から改名した。 |
| 2019年 | 川村那月・チャナナ沙梨奈 福江ななか・南まりあ 芹沢まりな・澤田実架    | この年はInstagramでメンバーを順番に発表し、 東京での発表会当日に澤田が追加され3年ぶりの6人編成となった。 澤田は2000年代生まれとしては初のsweetiesメンバーとなる。                                                            |
| 2020年 | 今井みどり・高橋菜生 桜田莉奈・藤永妃央・美月                         | 3年ぶりの総入れ替え・5人体制。 この年からTGR TEAM ZENT CERUMOに改称したが、 コロナ禍の影響でレーススケジュールが大幅に変更され、 コスチュームのお披露目も同年6月頃と遅かった。                                               |
| 2021年 | 亀澤杏奈・藤井マリー 高橋菜生・小湊美月・松田蘭                       | この年はSHOWROOMで行われたオーディションで亀澤と藤井を選出。 その後残りの3人を発表し前年同様の5人体制となった。 美月は継続発表後に「小湊美月」と名義を改めた。                                                               |
| 2022年 | 亀澤杏菜・藤井マリー 松田蘭・花乃衣美優 黒木麗奈・ナタリア聖奈        | 3年ぶりの6人編成。 亀澤は続投を機に杏奈を「杏菜」に改めた。 ナタリアは21世紀生まれ初のsweetiesメンバーで、 亀澤との年齢差は11年5か月と、歴代で最も大きい。                                                                   |
| 2023年 | 松田蘭・黒木麗奈 相沢菜々子・佐々木美乃里 寺地みのり・下光リコ        | この年はSNSでメンバーを一人ずつ発表した後、 同年4月1日の撮影会で5人体制としてお披露目を行ったが、 開幕戦当日に下光が追加メンバーとして加入し前年同様の6人体制を維持した。                                                    |
| 2024年 | 松田蘭・七瀬なな 寺地みのり・さかいゆりや                             | サブスポンサー移行により松田と七瀬がTGR TEAM KeePer CERUMO、 寺地とさかいがTGR TEAM au TOM'Sを担当。 合計4人となったのは2018年以来6年ぶりとなった。 RQ大賞グランプリ受賞者でもある松田は遠野と並ぶ4年連続の参加となる。      |

### 受賞歴

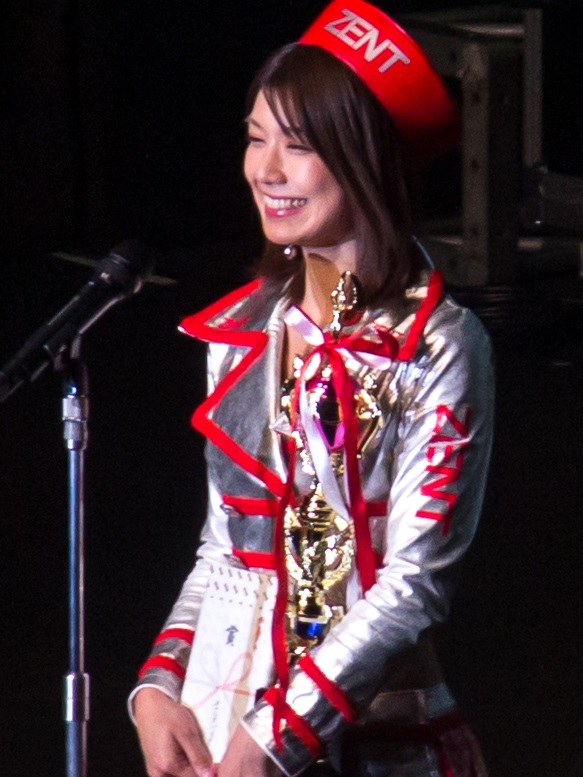
藤木由貴 （2017 - 2018年）
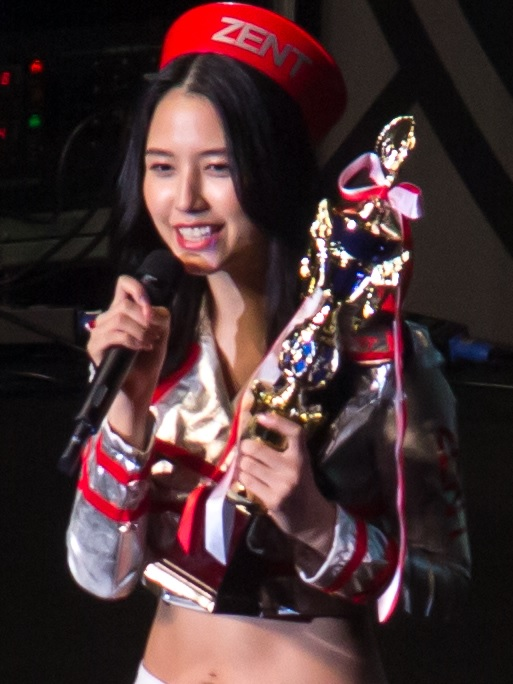
チャナナ沙梨奈 （2018 - 2019年）
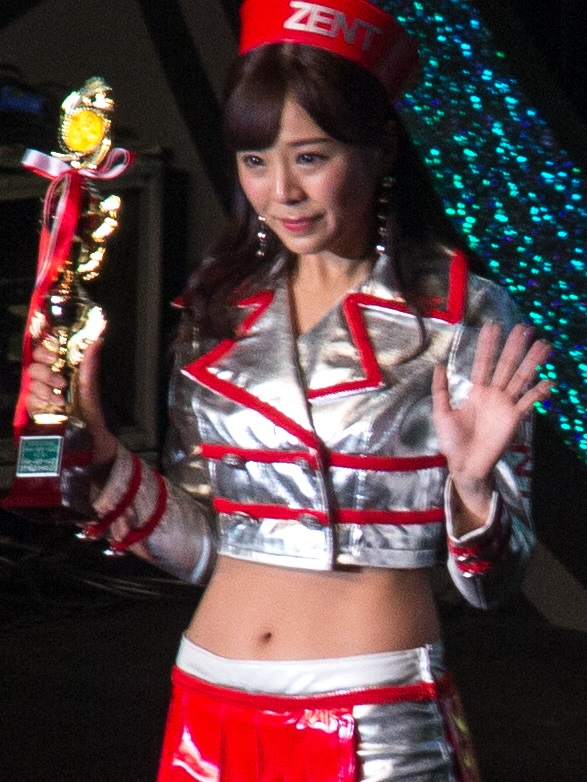
川村那月 （2018 - 2019年）

| 賞                                   | 年度    | 受賞者                                                                                         |
| ------------------------------------ | ------- | ---------------------------------------------------------------------------------------------- |
| レースクイーン・オブ・ザ・イヤー     | '07-'08 | 山崎みどり                                                                                     |
| レースクイーン・オブ・ザ・イヤー     | '08-'09 | 大矢真夕                                                                                       |
| レースクイーン・オブ・ザ・イヤー     | '14-'15 | 早瀬あや                                                                                       |
| レースクイーン・オブ・ザ・イヤー     | '22-'23 | 藤井マリー                                                                                     |
| 日本レースクイーン大賞               | 2015    | 新人グランプリ：早瀬あや                                                                       |
| 日本レースクイーン大賞               | 2019    | グランプリ：川村那月 コスチュームグランプリ：ZENT sweeties 2019 新人部門準グランプリ：澤田実架 |
| 日本レースクイーン大賞               | 2021    | クリッカー賞：藤井マリー                                                                       |
| 日本レースクイーン大賞               | 2022    | 大賞&Adam賞：藤井マリー                                                                        |
| 日本レースクイーン大賞               | 2023    | グランプリ：松田蘭 大賞&テレビ東京賞：黒木麗奈                                                 |
| サンケイスポーツ レースクイーンAWARD | 2019    | グランプリ：川村那月                                                                           |

- 藤木由貴
（2017 - 2018年）
- チャナナ沙梨奈
（2018 - 2019年）
- 川村那月
（2018 - 2019年）

## テレビ番組
- 名古屋に誕生!超大型パチンコホール 〜日本一を目指す若きスタッフたち〜（2014年6月21日、メ〜テレ） - 名古屋北店のオープンまでの密着番組
- アミューズメント・シン時代 〜グランドオープンまでの1年間に密着〜（2023年9月23日、中京テレビ） - 梅坪店のグランドオープンまでの1年間の密着番組[35]

## 関連会社
- 株式会社喜翔（遊技場の経営、保険代理店業務）